# メランコリー
メランコリー（英: melancolia, melancholy、独: melancholie、仏: mélancolie、伊: malinconia）、憂鬱（ゆううつ）とは、日常的な用法では、はればれしない落ち込んだ気分、抑うつのこと。英語の「メランコリー」はギリシア語の「μελαγχολία」(melagcholia) に由来する。七つの大罪の前身となった八つの枢要罪の一つ。

## 様々な分野におけるメランコリア
現代の精神医学の用法では、「メランコリーの特徴を有する」うつ病という、うつ病の細分類であり、重症のものという意味合いが強い。それとは別に、近現代の精神医学では、フーベルトゥス・テレンバッハがその著書『メランコリー』にて提起した、うつ病が起こりやすい性格としての、几帳面で良心的といった特徴を持つ「メランコリー親和型」が主にドイツや日本にて関心を集めたが、1977年の日本の報告以来、うつ病像がそういった特徴を持たないものへと変化しており、日本の現代のうつ病論へとつながっている。
医学では古くはギリシャのヒポクラテスまでさかのぼるが、メランコリーは抑うつを示す状態でも特に重症のものを指してきた。四体液説における黒胆汁質のことを指し、「黒胆汁」という体液の多い人は憂鬱な気質になるとされた。
メランコリーは、哲学用語として、憂鬱な精神状態と、それを引き起こす性格ないし身体的規定や存在論的規定を指す。メランコリーの概念は西洋思想の中で長い伝統をもち、その意味するところは世紀の変遷と共に大きく移り変わってきた。現代的意味におけるメランコリーは、ボードレール、キルケゴール、サルトルらによって概念化された。
図像学的な用法についてはメランコリアという呼び方が日本では一般的である。

## 医学上の歴史
「メランコリア」という語は古代医学の学説・四体液説に由来する。人体を構成する血液・粘液・黄胆汁・黒胆汁の4つの体液のバランスが崩れて病気になるとするこの説では、人間の性格（気質）もこの4体液のバランスから決まるとしている。4体液のうち、「黒胆汁」が過剰な人は「憂鬱質」（メランコリア）という気質になるとされたため、「黒い」を意味する古代ギリシア語の「μέλας」(melas) と「胆汁」を意味する「χολή」(kholé) を合成した「メランコリア」（憂鬱質）という語が生まれた。
紀元前5世紀から4世紀にかけての医学者ヒポクラテスは『金言』（箴言、Aphorisms）の中で憂鬱質を、黒胆汁の過剰により引き起こされる、精神および身体にある種の症状を起こす「病気」であると記述した。「恐怖感と落胆が、長く続く場合」を、彼は憂鬱質の症状であるとした。
2世紀のギリシアの医学者ガレノスはヒポクラテスの医学的知識や学説の強い影響が残る時代に生きた人物で、ヒポクラテスの説をもとに四体液説を発展させた。憂鬱質は脾臓と精巣で作られる黒胆汁の過剰により引き起こされるとし、さらに四体液を人間の四つの気質や四大元素とも結びつけた。この説では憂鬱は土の元素と結び付き、さらに四季のうちの秋と、人生のうちの成人期と、一日のうちの午後と結び付けた。これをもとに中世にはさらに占星術と結び付き、牡牛座・乙女座・山羊座と憂鬱質が関連付けられた。

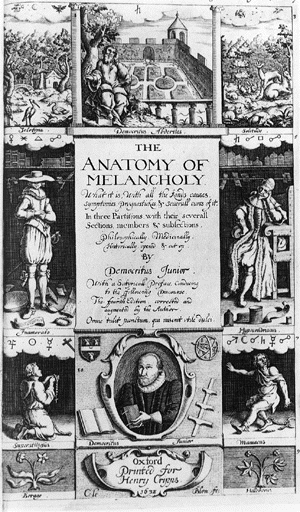
ロバート・バートンの『憂鬱の解剖学』

中世アラビア医学では、心理学者イスハーク・イブン・イルマーン（908年没）が随筆『Maqala fi-l-Malikhuliya』の中で、メランコリアの一種として「phrenitis」（脳炎、狂乱などと訳される）を挙げている。彼はこの種の気分障害の診察を行い、その様々な症状を記述しており、主な症状として、突然の挙動、愚かな行動、恐怖感、妄想、幻覚などを挙げた。彼はこの気分障害をアラビア語で「malikhuliya」と書いているが、11世紀半ばにギリシア語やアラビア語からラテン語への文献翻訳を行ったコンスタンティヌス・アフリカヌスはこれを「melancolia」と訳した。ここから西欧各国へメランコリアの語が広まった。
ペルシアの医師・心理学者アリー・イブン・アッバース・アル＝マジュシ（982年没）は、その著書で医学百科事典の『Kitab al-Malaki』（コンスタンティヌス・アフリカヌスにより『Liber pantegni』の題でラテン語訳された）において精神病についても触れ、その中で、前述のものとは別の種類のメランコリアである「clinical lycanthropy」（狼化妄想症）を発見し観察したことを述べある種の人格の異常と結び付けた。彼は「その患者は雄鶏のようにふるまい犬のように鳴く。夜に墓場をさまよい、目は暗くなり、口は乾き、こうなるとその患者は回復することは難しくなり病気が子へと遺伝する。」と書いている。
イブン・スィーナー（アヴィケンナ）は、『医学典範』（1020年代）で神経精神医学を扱い、メランコリアを含むさまざまな神経精神医学的状態を詳述している。彼はメランコリアを、気分障害のうち鬱の性質が強いものの述べ、患者は疑い深くなることがあり、ある種の恐怖症を悪化させることもあるとしている。『医学典範』は12世紀にラテン語に翻訳され、近世までヨーロッパで広く使われた。
メランコリアに対する治療について最も幅広く述べているのは、イギリスの学者ロバート・バートンの『憂鬱の解剖学』（1621年）であり、彼は文芸および医学の双方の観点からこの問題を扱っている。バートンは、16世紀には音楽とダンスによる治療法が、精神病、特にメランコリアの治療にとって死活的に重要視されたことを述べている。
1628年にウィリアム・ハーヴェイが血液循環説を発表したことをきっかけに古代の医学説は次第に否定され、憂鬱質を説明する四体液説も医学分野では顧みられることはなくなったが、文学や芸術など他の知的分野にはなお大きな影響を与え続けた。

## メランコリアに対する考え方と崇拝
古代ギリシア・古代ローマの文献では、憂鬱質については一貫して否定的な見方がなされている。ただひとつ、『XXX, 1』と題された文章の断片（アリストテレスに帰されているが、おそらくテオフラストゥスにより基となる文章が書かれたもの）は憂鬱質に対して肯定的な見方を示した唯一の文書で、「聖なる狂気」（マニア）の出現の必須条件であるとし、哲学者・政治家・詩人・芸術家など偉大な人物の多くがなぜ憂鬱質であったかを説明している。これは後の18世紀や19世紀の天才に対する観念に影響している。
ルネサンス期にはマルシリオ・フィチーノやハインリヒ・コルネリウス・アグリッパといった神秘思想家の著書を通じ、メランコリアは土星の影響下にあるという説が広く受け入れられた。
アルブレヒト・デューラーによる寓意画に『メランコリアI』と題されたものがある。1514年に制作されたこの版画で、メランコリアは霊感の訪れを待つ状態として描かれ、鬱の苦悩の状態としては必ずしも描かれていない。この寓意画にはユピテル魔方陣、角を切り落とした菱面体などとともに描かれている。ルネサンス以後の中世ヨーロッパにおいては、憂鬱質（メランコリア）は芸術・創造の能力の根源をなす気質と位置づけし直され、芸術家や学者の肖像画や寓意画において盛んに描かれた。
17世紀初頭、イングランドでメランコリアを崇拝する興味深い文化的・文学的現象が起きている。これは、ヘンリー8世時代に始まった イングランド宗教改革 によって引き起こされた宗教的な不確定性と、罪・破滅・救済といった問題への関心の高まりが招いた結果であると信じられている。
音楽の分野においては、エリザベス朝以後の「メランコリアの時代」は作曲家ジョン・ダウランドと結びついている。その名をもじって「Semper Dowland, semper dolens」（いつでもダウランド、いつでも嘆いている）を自らのモットーとしていたダウランドは同時代の人々からは「不平分子」と呼ばれており、ウィリアム・シェイクスピアの『ハムレット』の登場人物である憂鬱なデンマーク王子ハムレットのような憂鬱な人物であった。この時代の文化的なムードを示す文学的な成果には、ジョン・ダンの後半生の死に取りつかれたような作品群がある。その他、作家トーマス・ブラウン卿の作品や、神学者ジェレミー・タイラー の死生観やメメント・モリを追う著作群もこの時代のメランコリアへの傾倒を象徴するものである。
同様の文化現象は、ロマン主義の時代、ヨハン・ヴォルフガング・フォン・ゲーテの『若きウェルテルの悩み』やジョン・キーツの『憂愁のオード』が書かれた時期にも起こっている。
20世紀においても、社会的疎外感やアノミーをもとに芸術や思想やカウンターカルチャーが数多く生まれている。

## 精神分析と憂鬱
精神分析学者ジークムント・フロイトは1917年に著した『悲哀とメランコリー』(Trauer und Melancholie) で「悲しみ」（悲哀、喪）と「憂鬱」（メランコリー）を区別した。愛する者や対象を失って起こる悲哀の場合、時間をかけて悲哀（喪）の仕事を行うことで、再び別の対象へ愛を向けられるようになる。これに対しメランコリーは、「苦痛にみちた深い不機嫌さ・外界にたいする関心の放棄、愛する能力の喪失、あらゆる行動の制止と、自責や自嘲の形をとる自我感情の低下－－妄想的に処罰を期待するほどになる－－を特色としている。」メランコリーの場合、愛するものを失った悲しみは悲哀と共通するが、「愛するもの」が具体的なものではなく観念的なものであること、対象を失った愛は自己愛に退行し、失った対象と自我との同一化が進むこと、この過程で愛は憎しみに変わり、失った対象およびこれと同一化された自我に対する憎しみが高まり自責や自嘲が起こることが異なるとされ、フロイトはここに自殺の原因をも見ている。

## キリスト教と憂鬱
中世ヨーロッパの僧侶の間では、うつにより何も進まなくなる現象は「怠惰」（倦怠、鬱、嫌気、sloth、ギリシャ語、ラテン語でアケーディア「acedia」）として知られ、様々な神学的著作（例えばトマス・アクィナスの『神学大全』vgl. II/II, qu. 35）にとりあげられている。キリスト教における初期の例では、4世紀にエジプトにいた苦行者・修道僧ポントスのエウアグリオス（エヴァグリオス・ポンティコスの著作において、「acedia」は「白昼の悪魔の訪問」と記述されている。その弟子ヨハネス・カッシアヌスからトマス・アクィナスに至るまで、「七つの大罪」のひとつともされた「acedia」に関する研究が進んだ。
16世紀のプロテスタンティズムにおいて、メランコリーは異なった解釈をされた。この時期のメランコリー研究は、罪を避けることには主眼を置かず、信仰を試す悪魔の誘惑としてのメランコリーが研究された。絶望感や沈滞の状態が現れる時は、その信仰の真剣さが試される時でもあった。一方でメランコリーの破壊的な力が認識され、祈りや賛美歌や世俗的な歌などによる気晴らしを通じた治療が勧められた。憂鬱や恐れに何度も襲われたマルティン・ルターの体験も、ルターおよび支持者らによるメランコリーの慰めに関する著作へと結び付いた。対抗改革の側は16世紀後半、メランコリーをプロテスタントの病とするプロパガンダを行っている。